# Maria Berchmana Leidenix
Maria Berchmana Leidenix (ur. 28 listopada 1865 w Wiedniu; zm. 23 grudnia 1941 w Pale) – austriacka zakonnica ze Zgromadzenia Córek Bożej Miłości, jedna z Drińskich męczennic, błogosławiona Kościoła katolickiego.

## Życiorys
Urodziła się bardzo religijnej rodzinie. Wstąpiła do Zgromadzenia Córek Bożej Miłości, a w dniu 20 sierpnia 1883 roku złożyła śluby zakonne. Pod koniec 1883 roku została wysłana do Bośni, gdzie pracowała jako misjonarka. Była nauczycielką szkoły podstawowej, a po wybuchu II wojny światowej pracowała jako pielęgniarka w szpitalu. Została zamordowana 23 grudnia 1941 roku. Została beatyfikowana przez papieża Benedykta XVI w dniu 24 września 2011 roku w grupie Drińskich męczennic.